# قائمة حكام العراق
قائمة حكام العراق بعد الحرب العالمية الأولى تأسست الدولة العراقية الحديثة بعد الحرب العالمية الأولى. وكانت ثورة العشرين من العوامل الرئيسية التي أدت إلى إنشاء الدولة.
يبدأ التاريخ السياسي الحديث للعراق عام 1921 بتأسيس المملكة العراقية وكان الحكم فيها وراثيا. وفي 1958 أنهى انقلاب عسكري الحكم الملكي وأعلنت الجمهورية العراقية التي وصل معظم حكامها قبل الاحتلال الأمريكي للعراق عام 2003 بواسطة الانقلابات العسكرية، في عام 1958 بعد حركة 14 تموز تحولت العراق من ملكية إلى جمهورية وأصبح الرئيس هو محمد نجيب الربيعي لكن الرئيس الفعلي كان رئيس الوزراء عبد الكريم قاسم وظلوا يحكموا العراق حتى 1963 وبعد حركة 8 شباط أصبح الرئيس هو عبد السلام عارف وظل يحكم العراق حتى وفاته عندما تحطمت طائرته في 13 أبريل 1966 ثم جاء أخيه عبد الرحمن عارف وحكم البلاد حتى 1968 وفي عام 1968 بعد حركة 17 تموز أصبح أحمد حسن البكر رئيساً للعراق لكن الحاكم الفعلي كان نائب الرئيس وهو صدام حسين وظل الحاكم الفعلي للبلاد حتى 1979 ثم أصبح الرئيس رسمياً وظل يحكم العراق حتى سقوط بغداد في 9 أبريل 2003.
بعد 2003 أصبح رئيس الجمهورية العراقية يصل إلى منصبه بانتخابه من أعضاء مجلس النواب.

## المملكة العراقية (1921–1958)
| الاسم             | مدة الحكم                   | صورة | الميلاد      | الزوجة                       | الوفاة              | خلفه                                 |
| ----------------- | --------------------------- | ---- | ------------ | ---------------------------- | ------------------- | ------------------------------------ |
| الملك فيصل الأول  | 21 آب 1921 - 8 أيلول 1933   |      | 20 أيار 1883 | الملكة حزيمة                 | 8 أيلول 1933        | ابنه                                 |
| الملك غازي الاول  | 8 أيلول 1933 - 4 نيسان 1939 |      | 12 آذار 1912 | الملكة عالية                 | 4 أبريل 1939        | ابنه                                 |
| الملك فيصل الثاني | 4 نيسان 1939 - 14 تموز 1958 |      | 2 أيار 1935  | خطيب الأميرة فاضلة ولم يتزوج | قتل في 14 تموز 1958 | انتهاء العهد الملكي وبداية الجمهورية |

## الجمهورية العراقية (1958–حتى الآن)
الأحزاب
| مستقل                    | عسكري                      |                           |
| الاتحاد الاشتراكي العربي | حزب البعث العربي الاشتراكي | الاتحاد الوطني الكردستاني |

| الرقم                                              | الاسم (الميلاد–الوفاة)                                          | الصورة            | الانتخابات           | تولى المنصب          | ترك المنصب                       | الحزب                                     |
| -------------------------------------------------- | --------------------------------------------------------------- | ----------------- | -------------------- | -------------------- | -------------------------------- | ----------------------------------------- |
| • الجمهورية العراقية (1958–1968) •                 |                                                                 |                   |                      |                      |                                  |                                           |
| 1                                                  | محمد نجيب الربيعي (1904–1965)                                   |                   | –                    | 14 تموز 1958         | 8 شباط 1963 (خلع)                | عسكري                                     |
| 2                                                  | عبد السلام عارف (1921–1966)                                     |                   | –                    | 8 شباط 1963          | تموز 1964                        | عسكري                                     |
| (2)                                                | عبد السلام عارف (1921–1966)                                     | تموز 1964         | –                    | 13 نيسان 1966        | عسكري / الاتحاد الاشتراكي العربي |                                           |
| —                                                  | عبد الرحمن البزاز (1913–1973)                                   |                   | –                    | 13 نيسان 1966        | 16 نيسان 1966                    | الاتحاد الاشتراكي العربي                  |
| 3                                                  | عبد الرحمن عارف (1916–2007)                                     |                   | –                    | 16 نيسان 1966        | 17 تموز 1968 (خلع)               | عسكري / الاتحاد الاشتراكي العربي          |
| • الجمهورية العراقية (تحت حزب البعث) (1968–2003) • |                                                                 |                   |                      |                      |                                  |                                           |
| 4                                                  | أحمد حسن البكر (1914–1982)                                      |                   | –                    | 17 تموز 1968         | 16 تموز 1979                     | حزب البعث العربي الاشتراكي (إقليم العراق) |
| 5                                                  | صدام حسين (1937–2006)                                           |                   | –                    | 16 تموز 1979         | 15 تشرين الأول 1995              | حزب البعث العربي الاشتراكي (إقليم العراق) |
| 5                                                  | صدام حسين (1937–2006)                                           | 1995              | 17 تشرين الأول 1995  | 18 تشرين الأول 2002  |                                  | حزب البعث العربي الاشتراكي (إقليم العراق) |
| 5                                                  | صدام حسين (1937–2006)                                           | 2002              | 18 تشرين الأول 2002  | 9 نيسان 2003 (عزل)   |                                  | حزب البعث العربي الاشتراكي (إقليم العراق) |
| • سلطة الائتلاف المؤقتة (2003–2004) •              |                                                                 |                   |                      |                      |                                  |                                           |
| –                                                  | سلطة الائتلاف المؤقتة (القائد: جاي غارنر, تلاه لاحقاً بول بريمر) |                   | –                    | 21 نيسان 2003        | 28 حزيران 2004                   |                                           |
| • جمهورية العراق (2004–حتى الآن) •                 |                                                                 |                   |                      |                      |                                  |                                           |
| —                                                  | غازي مشعل عجيل الياور (1958–)                                   |                   | 2004                 | 28 حزيران 2004       | كانون الثاني 2005                | مستقل                                     |
| —                                                  | غازي مشعل عجيل الياور (1958–)                                   | كانون الثاني 2005 | 2004                 | 7 نيسان 2005         | حزب العراقيون                    |                                           |
| 6                                                  | جلال طالباني (1933–2017)                                        |                   | 2005                 | 7 نيسان 2005         | 22 نيسان 2006                    | الحزب الديمقراطي الكردستاني               |
| 6                                                  | جلال طالباني (1933–2017)                                        | 2006              | 22 نيسان 2006        | 12 تشرين الثاني 2010 |                                  | الحزب الديمقراطي الكردستاني               |
| 6                                                  | جلال طالباني (1933–2017)                                        | 2010              | 12 تشرين الثاني 2010 | 24 تموز 2014         |                                  | الحزب الديمقراطي الكردستاني               |
| 7                                                  | فؤاد معصوم (1938–)                                              |                   | 2014                 | 24 تموز 2014         | 2 تشرين الأول 2018               | الحزب الديمقراطي الكردستاني               |
| 8                                                  | برهم صالح (1960–)                                               |                   | 2018                 | 2 تشرين الأول 2018   | 17 تشرين الأول 2022              | الحزب الديمقراطي الكردستاني               |
| 9                                                  | عبد اللطيف رشيد (1944–)                                         |                   | 2022                 | 17 تشرين الأول 2022  | حتى الآن                         | الحزب الديمقراطي الكردستاني               |